# Joe Mason
Joseph "Joe" Mason (Plymouth, 11 mei 1991) is een Iers voetballer die bij voorkeur als linksbuiten speelt. Hij verruilde in 2011 Plymouth Argyle voor Cardiff City.

## Clubcarrière

### Plymouth Argyle
Mason begon op negenjarige leeftijd met voetballen bij Plymouth Argyle, de club uit zijn geboortestad. In mei 2009 tekende hij zijn eerste profcontract. Hij debuteerde op 5 december 2009 in Home Park tegen Sheffield United. Hij werd na 65 minuten vervangen door Craig Noone onder een staande ovatie. In januari 2010 tekende hij een contractverlenging. Op 27 februari 2010 scoorde hij zijn eerste profdoelpunt tegen Sheffield United op Bramall Lane. In 53 competitiewedstrijden scoorde hij 10 doelpunten voor Plymouth Argyle.

### Cardiff City
Op 8 juli 2011 tekende Mason een driejarig contract bij het Welshe Cardiff City. Hij debuteerde op 7 augustus 2011 tegen West Ham United. Op 22 oktober 2011 scoorde hij zijn eerste doelpunt voor Cardiff City tegen Barnsley. Drie dagen later scoorde hij opnieuw in de League Cup tegen Burnley, waardoor de club voor het eerst sinds 1965 de kwartfinale haalde. Cardiff City stootte zelfs door naar de finale van de League Cup, waar Liverpool pas na strafschoppen te sterk bleek. Joe Mason scoorde het openingsdoelpunt van de wedstrijd. In zijn eerste seizoen scoorde hij 9 doelpunten uit 39 competitiewedstrijden. In zijn tweede seizoen scoorde hij 5 doelpunten uit 22 competitiewedstrijden. In 2013 werd Cardiff City kampioen in de Championship, waardoor ze naar de Premier League stegen.

## Clubstatistieken
| Seizoen | Club                    | Land             | Competitie          | Wed. | Doelp. |
| ------- | ----------------------- | ---------------- | ------------------- | ---- | ------ |
| 2009/10 | Plymouth Argyle FC      | Engeland         | Championship        | 19   | 3      |
| 2010/11 | Plymouth Argyle FC      | Engeland         | Championship        | 34   | 7      |
| 2011/12 | Cardiff City FC         | Engeland         | Championship        | 41   | 9      |
| 2012/13 | Cardiff City FC         | Engeland         | Championship        | 28   | 6      |
| 2013/14 | → Bolton Wanderers FC   | Engeland         | Championship        | 16   | 6      |
| 2014/15 | → Bolton Wanderers FC   | Engeland         | Championship        | 12   | 4      |
| 2014/15 | Cardiff City FC         | Engeland         | Championship        | 7    | 1      |
| 2015/16 | Cardiff City FC         | Engeland         | Championship        | 23   | 6      |
| 2015/16 | Wolverhampton Wanderers | Engeland         | Championship        | 16   | 3      |
| 2016/17 | Wolverhampton Wanderers | Engeland         | Championship        | 19   | 3      |
| 2017/18 | → Burton Albion         | Engeland         | Championship        | 6    | 1      |
| 2017/18 | → Colorado Rapids       | Verenigde Staten | Major League Soccer | 14   | 3      |
| 2018/19 | → Portsmouth FC         | Engeland         | League One          | 1    | 0      |
| Totaal  | Totaal                  | Totaal           | Totaal              | 236  | 52     |

## Interlandcarrière
Mason scoorde twee keer in zes wedstrijden voor Ierland -19. Hij speelde drie interlands voor Ierland -21.

## Erelijst
Cardiff City
- Football League Championship

2013
1 Sá ·
2 Doherty ·
3 Aït-Nouri ·
4 Bueno ·
6 Traoré ·
6 André ·
8 J. Gomes ·
9 Strand Larsen ·
11 Hwang ·
12 Cunha ·
14 Mosquera ·
15 Dawson ·
18 Kalajdžić ·
19 R. Gomes ·
20 Doyle ·
21 Sarabia ·
22 Semedo ·
24 T. Gomes ·
25 Bentley ·
27 Bellegarde ·
29 Guedes ·
30 González ·
31 Johnstone ·
33 Meupiyou ·
34 Djiga ·
37 Lima ·
39 Cundle ·
40 King ·
Coach: Pereira